# Рижана
Рижана (на словенски: Rižana) е село в Словения, Обално-крашки регион, община Копер. Според Националната статистическа служба на Република Словения през 2002 г. селото има 107 жители.